# Candesartan
Candesartan é um medicamento do tipo antagonista do receptor da angiotensina. Sua principal indicação é para tratamento de Hipertensão arterial. É comercializado no Brasil pela empresa Astra Zeneca, com o nome comercial de Atacand, e pela empresa Abbot, com o nome comercial de Blopress.

## Estrutura
|  | Estrutura molecular do Candesartan |

## Indicações

### Terapêuticas
sua principal indicação é no tratamento de hipertensão arterial, mas pode ser utilizado também na insuficiência cardíaca, com força de ejeção menor que 40 %.

## Efeitos colaterais
Cefaleia foi encontrada em 0,6% dos pacientes e vertigem em 0,3%. Astenia, febre, parestesia (formigamentos/formigueiros), dispepsia, taquicardia, aumento da glicemia,dor muscular e dispneia também podem ser encontradas.

## Interações
nifedipina,digoxina ,enalapril, warfarin,hidroclorotiazida e anticoncepcional oral, devem ser evitadas o uso concomitante pois a metabolização de uma delas interfere na outra.

## Contra-indicações
em pacientes com alteração da função hepática deve-se ter cuidado com a dosagem , já que a metabolização é hepática. Em pacientes com alteração renal tem que se tomar cuidado na prescrição pois como no seu mecanismo observa-se a alteração no sistema angiotensina - aldosterona, podendo afetar diretamente o rim e levando pacientes já com uma pequena lesão a uma falência renal

## Intoxicação
não é letal em doses acima do receitado mas pode causar hipotensão, taquicardia.

## Farmacocinética
esta fármaco é absorvido no trato gastrintestinal, e excretado pela urina e pelas fezes, via biliar.Após a sua administração atinge uma concentração máxima sérica em 3 a 4 horas.Tem 99% de ligação a proteína no plasma.Podem causar injúria fetal, oligoâmnio, prematuridade, retardo de crescimento intra uterino.

## Farmacodinâmica
angiotensina I é transformada em angiotensina II pela enzima conversora, e esta substância é o mais potente vasopressor do sistema renina - angiotensina, seus efeitos são o de vasoconstrição, estímulo para produção de aldosterona. O candesartan bloqueia o efeito vasoconstritor e a secreção de aldosterona, por bloqueio do receptor que faz a transformação de angiotensina I para II.